# Aít Buxta
Aít Buxta (en árabe: بني بوستة‎, en francés: Beni Boussetta) es una localidad marroquí perteneciente al municipio de Nékor, en la región de Tánger-Tetuán-Alhucemas. Desde 1912 hasta 1956 perteneció a la zona norte del Protectorado español de Marruecos.